# 여성 군주 목록
- 왼쪽 상단: 엘리자베스 2세는 영국의 여왕으로서 70년간 통치한 최장수 여성 군주이다.
- 오른쪽 상단: 빅토리아 여왕은 63년 동안 영국의 여왕이었다.
- 왼쪽 하단: 네덜란드의 여왕 빌헬미나는 영국 밖에서 가장 오래 통치한 여성 군주이다.
- 오른쪽 하단: 마르그레테 2세는 덴마크의 국왕으로 1972년부터 2024년까지 재임했다.

이 문서는 여왕들의 목록을 나열한 문서이다. 왕명 옆에 있는 년도는 재위 기간을 나타내며 일부 군주들은 실제했는지 불분명하며 몇몇 여왕들은 논란의 여지를 내포하고 있다.

## 아시아

### 동아시아와동남아시아

#### 한국

##### 신라
- 선덕여왕 (632–647)
- 진덕여왕 (647–654)
- 진성여왕 (887–897)

#### 베트남
- 쯩 자매 (40–43)
- 리 소황 (224–1225)

#### 중국

##### 북위
- 북위 여제 (528)(북위)

##### 당나라
- 무측천 (684–705, 690–705)(무주(주나라))

#### 일본열도

##### 야마타이국
- 히미코, ?–?
- 이요, ?–?

##### 일본
- 고교쿠 천황 (594–661), (642–645)
- 스이코 천황 (554–628), (593–628)
- 지토 천황 (645–702), (690–697)
- 겐메이 천황 (661–721), (707–715)
- 겐쇼 천황 (680–748), (715–724)
- 고켄 천황 (718–770), (749–758/764–770)
- 메이쇼 천황 (1624–1696), (1629–1643)
- 고사쿠라마치 천황 (1740–1813), (1762–1771)

## 아프리카

### 북아프리카

#### 알제리

##### 자라와
- 카히나 (690-703)

##### 투구르트
- 아이샤 (1833)

#### 이집트

##### 토착 왕조
- 소베크네페루(12왕조)
- 하트셉수트(18왕조)
- 네프루네프루 아텐(18왕조)
- 투오스렛(19왕조)

##### 프톨레마이오스 왕조
- 아르시노에 2세
- 아르시노에 3세
- 클레오파트라 1세
- 클레오파트라 2세
- 클레오파트라 3세
- 클레오파트라 4세
- 클레오파트라 세레네 1세
- 베레니케 3세
- 클레오파트라 5세
- 클레오파트라 6세
- 베레니케 4세
- 클레오파트라 7세
- 아르시노에 4세

##### 아이유브 왕조
- 샤자르 알 두르르 (1250)

#### 리비아

##### 키레나이카
- 클레오파트라 세레네 2세 (34–30 BC)

## 유럽

### 오스트리아
- 마리아 테레지아 (1740-1780)

### 룩셈부르크
- 마리아델라이드 (1912 – 1919)
- 샤를로트 (1919 – 1964)

### 몬테네그로
- 옐레나 (1276-1309)

### 보스니아
- 옐레나 그루바 (1395–1398)

### 불가리아

#### 오드뤼사이 왕국
- 트리파에나 (19–38)
- 피토도리스 2세 (38–46)

### 덴마크
- 마르그레테 1세 (1387–1412)
- 마르그레테 2세 (1972–2024)

### 그리스

#### 비잔티움제국
- 이레네 (797–802)
- 조이 (1028–1041, 1042–1050)
- 테오도라 (1042–1056)

### 헝가리
- 마리어 1세 (1382–1385, 1386-1395)

### 이태리

#### 나폴리
- 조반나 1세 (1343–1382)
- 조반나 2세 (1414–1435)
- 조반나 3세 (1516–1555)

#### 시칠리아
- 콘스탄체 (1194–1198)
- 콘스탄체 2세 (1282-1285)
- 마리아 (1377–1401)
- 조반나 (1516–1555)

### 모나코
- 클로딘 (1457 – 1458)
- 루이즈 이폴리트 (1731)

### 네덜란드
- 빌헬미나 (1890 – 1948)
- 율리아나 (1948 – 1980)
- 베아트릭스 (1980 – 2013)

### 노르웨이

#### 아그데르
- 아사 (815–834/38)

### 폴란드
- 야드비가 (1384–1399)
- 안나 (1575–1586)

### 포르투갈
- 마리어 1세 (1777–1816)
- 마리어 2세 (1826–1828, 1834–1853)

### 러시아
- 예카테리나 1세 (1725–1727)
- 안나 이바노브나 (1730–1740)
- 옐리자베타 페트로브나 (1741–1762)
- 예카테리나 2세 (1762–1796)

#### 카심 한국
- 파티마 송탄 (1679–1681)

### 스페인
- 이사벨 1세 (1474–1504)
- 후아나 1세 (카스티야) (1504–1555)
- 이사벨 2세 (1833–1868)

#### 나바라
- 후아나 1세 (1274–1305)
- 후아나 2세 (1328–1349)
- 수리아 1세 (1425–1441)
- 수리아 2세 (1461–1464)
- 레오노르 1세 (1479)
- 카탈리나 1세 (1483–1517)
- 후아나 3세 (1555–1572)

### 스웨덴
- 크리스티나 (1632-1654)
- 울리카 엘레오노라  (1718 – 1720)

### 영국

#### 브리튼
- 카르티만두아 (43–69)
- 부디카 (60–61)

#### 앵글로색슨
- 색스부르흐 (672–675)
- 애설플래드 (911–918)
- 앨프윈 (918)

#### 잉글랜드 왕국
- 마틸다 (잉글랜드) (1141)
- 제인 그레이 (1553)
- 메리 1세 (잉글랜드) (1553–1558)
- 엘리자베스 1세 (1558–1603)

#### 스코틀랜드 왕국
- 마르그레트 에이릭스도티르 (1285–1290)
- 메리 (스코틀랜드) (1542–1567)

#### 그레이트브리튼 왕국
- 메리 2세 (잉글랜드) (1689–1694)
- 앤 (영국) (1702–1714)

#### 연합왕국
- 빅토리아 여왕 (1837–1901)
- 엘리자베스 2세 (1952–2022)

## 오세아니아

### 통가
- 살로테 투포우 3세 (ruled 1918–1965)

## 참고
- L. Pierotti Cei, Madonna Costanza, Regina di Sicilia e d'Aragona, Mondadori, Milan 1995.
- S. Runciman, I Vespri siciliani, Rizzoli, Milan 1975.